# Billy Porter
Pour les articles homonymes, voir Porter.
Billy Porter, né le 21 septembre 1969, est un chanteur et acteur afro-américain.
Il commence sa carrière à Broadway et se fait remarquer pour avoir joué dans de nombreuses comédies musicales à succès (Miss Saigon, Grease, Hair…).
Il remporte, en 2013, le Tony Award du meilleur acteur dans une comédie musicale pour son rôle de Lola dans Kinky Boots lors de la 67e cérémonie des Tony Awards, mais aussi le Drama Desk Award.
En parallèle, il joue des rôles secondaires au cinéma et à la télévision avant d'accéder à la reconnaissance en jouant dans la série dramatique de Ryan Murphy, Pose. En effet, son interprétation de Pray Tell lui permet de devenir le premier acteur afro-américain et ouvertement homosexuel à remporter le Primetime Emmy Award du meilleur acteur dans une série télévisée dramatique.

## Biographie

### Jeunesse Études & débuts
Porter naît à Pittsburgh, en Pennsylvanie, de William E. Porter et Clorinda Jean Johnson Ford,. Passionné des arts, il est diplômé d'un baccalauréat en beaux-arts de l'université de Carnegie Mellon, ainsi que d'une attestation d'études supérieures en écriture de scénarios de l'université de Californie à Los Angeles.

### Carrière

#### Théâtre, musique et seconds rôles
Avant de devenir acteur, Billy Porter va faire de la chanson sa spécialité en jouant dans de nombreuses comédies musicales et au théâtre.
Il joue le rôle du "Teen Angel" en 1994 dans la nouvelle mise en scène à Broadway de Grease.  Deux ans plus tard, il joue dans son premier long métrage, le film indépendant Twisted.
En 1997, il sort son premier album solo, dans un style R'n'b, dont la commercialisation débute par le single Show Me. La même année, il est choriste pour le film d'animation à succès Anastasia.
En 2000, il est à l'affiche de deux films : la comédie Dans les griffes de la mode et le film romantique Le Club des cœurs brisés.
Puis, il se consacre au théâtre et apparaît notamment dans Topdog/Underdog au City Theatre en 2004, Jésus-Christ Superstar et Dreamgirls au Pittsburgh Civic Light Opera également en 2004. La même année, il apparaît dans le drame Noël avec Susan Sarandon et Penélope Cruz.
En 2005, il sort un album At the Corner of Broadway. L'année suivante, il compose la musique du documentaire Fabulous! The Story of Queer Cinema de Lisa Ades et Lesli Klainberg.

#### Consécration critique

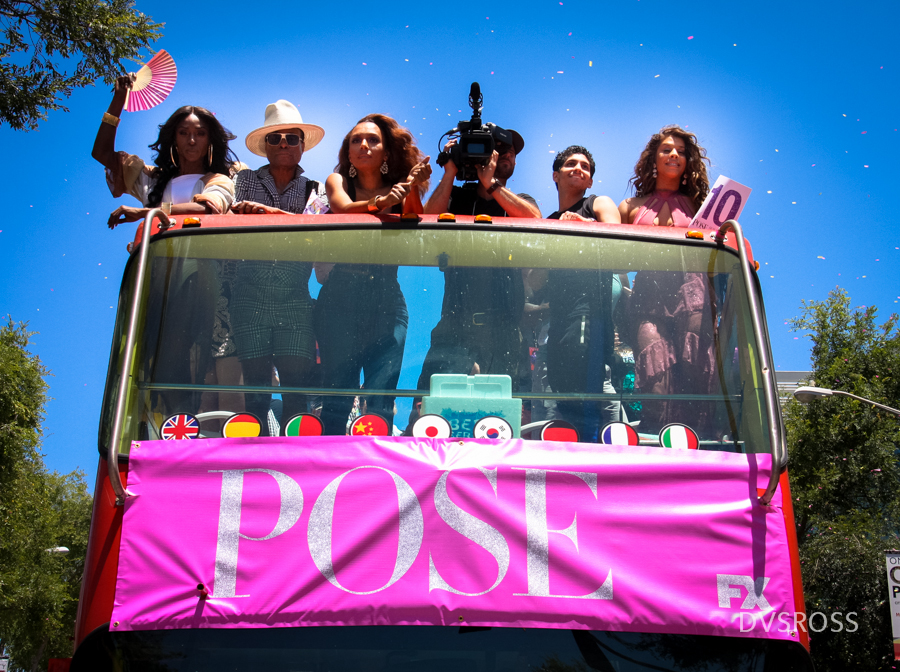
Une partie de la distribution de la série Pose, lors de la Gay Pride de Los Angeles, en juin 2018.

Il crée le rôle de Lola dans Kinky Boots à Broadway en 2013, dont les chansons sont écrites par Cyndi Lauper et le livret est écrit par Harvey Fierstein, sur des chorégraphie et une mise en scène de Jerry Mitchell (en). Grâce à cette interprétation, l'acteur gagne le Tony Award du meilleur acteur dans une comédie musicale.
En 2014, il célèbre son retour sur les planches par la sortie d'un album intitulé Billy's Back on Broadway. Puis, il joue un second rôle dans The Humbling avec Al Pacino. Et il participe à la célèbre émission de télévision américaine So you think you can dance.
En 2018, il entame une collaboration fructueuse avec Ryan Murphy en acceptant un rôle récurrent lors de la saison 8 d'American Horror Story. Mais c'est finalement, dès l'année suivante, qu'il s'impose et acquiert la notoriété.

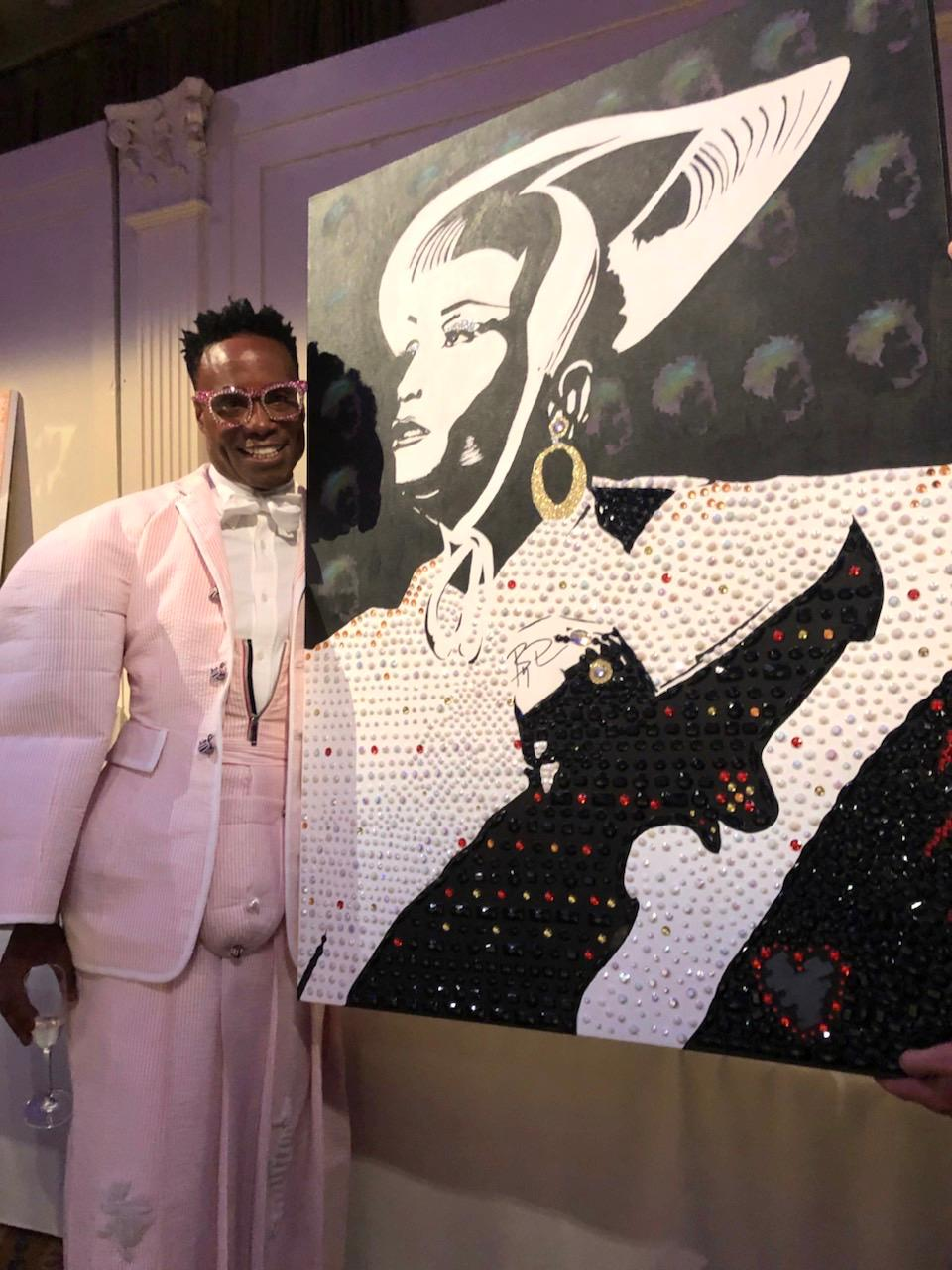
Billy Porter dédicace une toile à son image, réalisée par l'artiste Guillaume Jean Lefebvre, en 2019.

En effet, en 2019, il devient le premier afro-américain à remporter le prix du meilleur acteur dans une série télévisée dramatique lors de la 71e cérémonie des Primetime Emmy Awards, grâce à son rôle dans une autre série de Ryan Murphy, Pose. Se déroulant dans la ville de New York à la fin des années 1980, la série explore le milieu de la scène ball et du voguing. Il s'agit d'une récompense symbolique pour cette série qui célèbre la diversité de genres et œuvre pour la représentation des personnes LGBT+ à l'écran.
Son interprétation lui permet donc de gagner en popularité auprès d'un plus large public.  En 2020, il se retrouve en lice pour le Golden Globe du meilleur acteur dans une série télévisée dramatique lors de la 77e cérémonie des Golden Globes, il s'agit là de sa deuxième proposition.
En 2021, il a prêté ses traits à la Fée Marraine dans une adaptation moderne en film de Cendrillon, intitulée Cendrillon, avec Camila Cabello en vedette,,,. 

### Vie personnelle
Ouvertement gay, il épouse Adam Smith, un homme d'affaires le 14 janvier 2017.
Il a déclaré être séropositif depuis 2007, dans le talk show de Jimmy Fallon The Tonight Show E152 (mai 2021) et dans un article du Hollywood Reporter dont il fait la couverture le 19 mai 2021,.

## Théâtre - Broadway
Sauf indication contraire ou complémentaire, les informations mentionnées dans cette section proviennent de la base de données IBDb.
- 1991-2001 : Miss Saigon : Marine
- 1992-1993 : Five Guys Named Moe : Little Moe
- 1994-1998 : Grease : Teen Angel
- 1995-2000 : Smokey Joe's Cafe
- 2001 : Dreamgirls : James Thunder Early
- 2004 : Hair
- 2013-2019 : Kinky Boots
- 2016 : Shuffle Along, Or The Making of the Musical Sensation of 1921 and All That Followed : Aubrey Lyles

## Discographie
Sauf indication contraire ou complémentaire, les informations mentionnées dans cette section proviennent de la base de données Discogs.

### Albums
- 1997 : Billy Porter (DV8/A&M Records)
- 2005 : At the Corner of Broadway + Soul (Sh-K-Boom Records)
- 2014 : Billy's Back on Broadway (Concord Music Group)
- 2017 : Billy Porter Presents the Soul of Richard Rodgers

### Singles
- 1996 : Love Is On The Way
- 1997 : Borrowed Time
- 1997 : Show Me
- 1999 : Destiny (avec Jim Brickman, Johanne Blouin et Jordan Hill)
- 2009 : Show Me (avec Degrees Of Motion)
- 2009 : While You See A Chance (avec Matt Zarley)
- 2013 : Land Of Lola
- 2014 : Happy Days Are Here Again / Get Happy (avec Cyndi Lauper)
- 2019 : Love Yourself (The Remixes)
- 2020 : Finally Ready avec le groupe de musique électronique The Shapeshifters

## Filmographie

### Cinéma
- 1996 : Twisted de Seth Michael Donsky : Shiniqua / L'ami d'Angel
- 1996 : Le Club des ex de Hugh Wilson : un chanteur (non crédité)
- 1997 : Anastasia de Don Bluth et Gary Goldman : Personnages variés (voix originale)
- 2000 : Dans les griffes de la mode de Michael Lange : Sebastian Niederfarb
- 2000 : Le Club des cœurs brisés de Greg Berlanti : Taylor
- 2004 : Noël de Chazz Palminteri : Randy
- 2014 : The Humbling de Barry Levinson : Le Prince
- 2020 : Like a Boss de Miguel Arteta : Barrett
- 2021 : Cendrillon de Kay Cannon : la fée marraine

### Télévision

#### Séries télévisées
- 1998 : Another World, Billy Rush (1 épisode)
- 2004 : New York, police judiciaire : Greg Ellison (1 épisode)
- 2012 : The Big C : Eric (1 épisode)
- 2013 : New York, unité spéciale : Jackie Walker (saison 15, épisode 7)
- 2016 : The Get Down : DJ Malibu (1 épisode)
- 2018 : American Horror Story : Apocalypse : Behold Chablis (5 épisodes)
- 2018-2021 : Pose : Pray Tell (rôle principal - également réalisateur de 1 épisode)
- 2020 : Les Simpson : Desmond (voix originale - saison 31, épisode 17)
- 2020 : The Twilight Zone : La Quatrième Dimension : ? (saison 2, épisode 3)
- 2021 : Gossip Girl : lui-même (saison 1, épisode 5)
- 2022 : Cool Attitude, encore plus cool : Randall Leibowitz-Jenkins (voix originale)

#### Téléfilm
- 1999 : Amours et rock'n' roll de Mike Robe : Little Richard

### Emissions de télévision
- 2014 : So You Think You Can Dance : lui-même (4 épisodes)
- 2014 : Christmas at Rockefeller Plaza[27]
- 2015 : Billy Porter: Broadway & Soul
- 2015 : Sinatra: Voice for a Century[28]

### Clip vidéo
- 2019 : You Need to Calm Down de Taylor Swift
- 2021 : Live is on the way de Lil Nas X (rôle d’officiant de cérémonie)

### En tant que compositeur
- 2006 : Fabulous! The Story of Queer Cinema de Lisa Ades et Lesli Klainberg (documentaire)

### En tant que producteur
- 2016 : Mess (mini-série, 3 épisodes)

## Distinctions

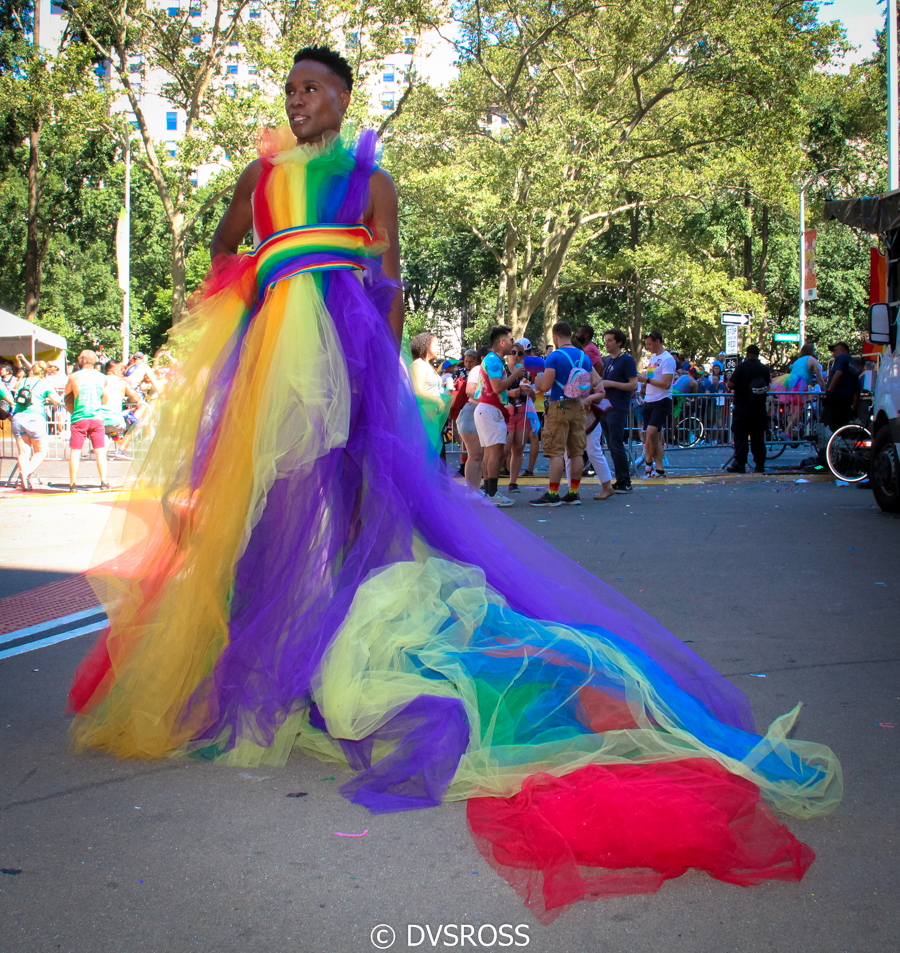
Lors de la marche des fiertés, à New York, en 2019.

Sauf indication contraire ou complémentaire, les informations mentionnées dans cette section proviennent des bases de données IMDb et IBDb.

### Récompenses
- Drama Desk Awards 2013 : meilleur acteur dans une comédie musicale pour Kinky Boots
- Tony Awards 2013 : meilleur acteur dans une comédie musicale pour Kinky Boots
- GLAAD Media Awards 2017 : Vitu Russo Award
- Black Reel Awards for Television 2019 : meilleur acteur dans une série télévisée dramatique pour Pose
- GALECA Awards 2019 : 
  - meilleur acteur de télévision de l'année pour Pose
  - meilleure performance musicale télévisuelle de l'année pour Pose, prix partagé avec Mj Rodriguez et Our Lady J
- Gold Derby Awards 2019 : meilleur acteur dans une série télévisée dramatique pour Pose
- 71e cérémonie des Primetime Emmy Awards 2019 : meilleur acteur dans une série télévisée dramatique pour Pose
- GALECA Awards 2020 : meilleur acteur de télévision de l'année pour Pose
- The Queerties 2020 : Prix Badass

### Nominations
- Critics' Choice Television Awards 2019 : meilleur acteur dans une série télévisée dramatique pour Pose
- 76e cérémonie des Golden Globes 2019 : meilleur acteur dans une série télévisée dramatique pour Pose
- Gold Derby Awards 2019 : 
  - performance de l'année pour Pose
  - meilleur acteur dramatique de la décennie pour Pose
- Online Film & Television Association 2019 : meilleur acteur dans une série télévisée dramatique pour Pose
- Television Critics Association Awards 2019 : meilleur acteur dans une série télévisée dramatique pour Pose
- Critics' Choice Television Awards 2020 : meilleur acteur dans une série télévisée dramatique pour Pose
- Golden Globes 2020 : meilleur acteur dans une série télévisée dramatique pour Pose